# آلان سیمونسن
آلان سیمونسن (انگلیسی: Allan Simonsen؛ زادهٔ ۱۵ دسامبر ۱۹۵۲) یک بازیکن فوتبال اهل دانمارک است.
وی همچنین در تیم ملی فوتبال دانمارک بازی کرده‌است.